# Àngels i Sants
Àngels i Sants és una minisèrie de televisió de temàtica policíaca catalana de set episodis emesa el 2006 per TV3 i dirigida per Pau Freixas. Fou protagonitzada per Lluís Homar i Mar Regueras. Fou la primera sèrie de TV3 rodada en suport cinematogràfic i la primera sobre la tasca dels mossos d'esquadra.

## Sinopsi
Ravell, intendent de la Policia de Catalunya, obté l'autorització de la presidenta de la Generalitat de Catalunya per a portar endavant una operació antidroga arriscada. Vol confirmar les seves sospites que l'empresari barceloní Ramon Figuerola i el seu fill Àlex estan preparant una entrada massiva de cocaïna. Ravell pressiona Joan Sants, proxeneta i amo del club Tavara, perquè treballi amb ell juntament amb Àngels Muñoz, una antiga agent que va abandonar el cos a causa d'un incident amb el seu germà drogoaddicte i que se sembla molt a Paula, una prostituta de la que Joan Sants n'havia estat enamorat.

## Repartiment
- Joan Carles Gustems ... Ravell
- Lluís Homar... Joan Sants
- Mar Regueras... Àngels Muñoz
- David Selvas... Àlex Figuerola
- Héctor Claramunt... David Figuerola
- Josep Maria Pou... Ramon Figuerola
- Maria de la Pau Pigem... Presidenta
- Joan Dalmau... Álvaro